# 井上喜久子のキャラメルタウン
井上喜久子のキャラメルタウン（いのうえきくこのキャラメルタウン）は、BSデジタル放送ラジオBSQR489で放送されていたアニラジ。
当項ではその前身である『井上喜久子のおさかなラジオ』→『井上喜久子のシイタケラジオ』に関しても取り上げる。

## 番組概要
- 放送日時：毎週月曜 20:00 - 21:00（再放送あり）
- パーソナリティー：井上喜久子
  - アシスタント：広橋涼・中尾良平ほか（いずれも途中参加）
- 提供：サミー

## 歴史
BSQR489発足と共に始まったのが『井上喜久子のおさかなラジオ』である。
その後、スポンサーのサミーが『ココロのシイタケ』グッズ展開を始めるに合わせて『井上喜久子のシイタケラジオ』に改称され、更に『井上喜久子のキャラメルタウン』として再度リニューアルされた。なお、これに合わせて地上波の文化放送でも姉妹番組の『井上喜久子のキャラメルハイツ』が開始された。
広橋涼や中尾良平などもアシスタントに加わり、各種企画に挑戦していた。
BSデジタルラジオ放送が2006年3月一杯で終了に合わせて、当番組も終了となった。なお、地上波の『キャラメルハイツ』はこれに先駆けて2005年3月末で終了している。